# Jeļena Prokopčuka
Jeļena Čelnova-Prokopčuka (Riga, 21 september 1976) is een Letse middellange- en langeafstandsloopster. Ze was meervoudig Lets kampioene (800 m t/m marathon) en nam viermaal deel aan de Olympische Spelen.

## Loopbaan
Op haar eerste internationale wedstrijd, de wereldkampioenschappen voor junioren van 1994 in Lissabon, werd Jeļena Čelnova dertiende op de 10.000 m. Een jaar later werd ze vijfde op de 3000 m bij de EK junioren in het Hongaarse Nyíregyháza.
Haar beste prestatie op een groot internationaal toernooi was in 2002 het behalen van een bronzen medaille op het WK halve marathon in Brussel. Met een tijd van 1:09.15 eindigde Prokopčuka slechts negen seconden achter de Ethiopische Berhane Adere (goud; 1:09.06) en twee seconden achter de Keniaanse Susan Chepkemei (zilver; 1:09.13). Ze was ook succesvol bij diverse wegwedstrijden. Zo won ze tweemaal de halve marathon van Parijs (2002; 1:11.08 en 2003; 1:09.42) en de New York City Marathon in 2005 en 2006. In 2006 werd ze tweede op de Boston Marathon. In 2007 werd ze onder zeer slechte omstandigheden tweede op Boston Marathon met een tijd van 2:29.58.
Jeļena Čelnova-Prokopčuka is getrouwd met Aleksandrs Prokopčuks, meervoudig Lets kampioen en Lets recordhouder op de marathon met 2:15.56 (1995).

## Titels
- Lets kampioene 1500 m - 1994, 1997, 1998, 2003
- Lets kampioene 3000 m - 1992, 1993, 1998, 1999, 2002, 2006
- Lets kampioene 5000 m - 1995, 1996, 1997, 2000, 2002, 2005
- Lets kampioene 10.000 m - 2003, 2004
- Lets kampioene halve marathon - 1995, 1999, 2003
- Lets indoorkampioene 800 m - 1995, 1996, 1997, 1998, 1999, 2000
- Lets indoorkampioene 1500 m - 1994, 1995, 1996, 1997, 1998, 1999, 2000
- Lets indoorkampioene 3000 m - 1993

## Persoonlijke records
Outdoor
| Onderdeel | Prestatie            | Datum           | Plaats    |
| --------- | -------------------- | --------------- | --------- |
| 400 m     | 1.00,46              | 1998            |           |
| 800 m     | 2.05,82              | 2000            |           |
| 1500 m    | 4.12,36              | 22 juli 2000    | Boedapest |
| 3000 m    | 8.42,86 (nat. rec.)  | 25 juli 2006    | Stockholm |
| 5000 m    | 14.47,71 (nat. rec.) | 1 augustus 2000 | Stockholm |
| 10.000 m  | 30.38,78 (nat. rec.) | 7 augustus 2006 | Göteborg  |

Weg
| Onderdeel      | Prestatie           | Datum             | Plaats     |
| -------------- | ------------------- | ----------------- | ---------- |
| 5 Eng. mijl    | 25.40               | 22 april 2000     | Balmoral   |
| 10 km          | 31.33 (nat. rec.)   | 21 mei 2006       | Manchester |
| 15 km          | 48.39               | 17 september 2006 | Zaandam    |
| 10 Eng. mijl   | 53.35               | 14 oktober 2001   | Portsmouth |
| 20 km          | 1:06.44             | 13 oktober 2002   | Parijs     |
| halve marathon | 1:08.43 (nat. rec.) | 7 oktober 2001    | Bristol    |
| 25 km          | 1:24.42             | 30 januari 2005   | Osaka      |
| 30 km          | 1:41.22             | 30 januari 2005   | Osaka      |
| marathon       | 2:22.56 (nat. rec.) | 30 januari 2005   | Osaka      |

Indoor
| Onderdeel | Prestatie           | Datum            | Plaats    |
| --------- | ------------------- | ---------------- | --------- |
| 1500 m    | 4.19,4              | 4 februari 2000  | Riga      |
| 2000 m    | 5.55,05             | 29 januari 2000  | Panevezys |
| 3000 m    | 8.44,66 (nat. rec.) | 27 februari 2000 | Gent      |

## Palmares

### 3000 m
- 1995: 5e EJK
- 2000: 4e EK indoor - 8.44,66

### 5000 m
- 1998: 16e EK - 16.21,75
- 2000: 9e OS - 14.55,46

### 10.000 m
- 1994: 13e WJK - 36.21,59
- 2000: 19e OS - 32.17,72
- 2002: 5e EK - 31.17,72
- 2003: 10e WK - 31.06,14
- 2004: 7e OS - 31.04,10
- 2005: 12e WK - 31.04,55
- 2006: 6e EK - 30.38,78

### 10 Eng. mijl
- 2002: 6e Dam tot Damloop - 53.37
- 2006:  Dam tot Damloop - 51.57

### 20 km
- 2002:  Marseille-Cassis

### halve marathon
- 1995: 74e WK in Belfort - 1:19.27
- 2001: 5e WK in Bristol - 1:08.43
- 2002:  WK in Brussel - 1:09.15
- 2009:  halve marathon van Parijs - 1:10.43
- 2015:  Great North Run - 1:11.52

### marathon
- 2002: 5e marathon van Parijs - 2:28.36
- 2003: 7e Londen Marathon - 2:24.01
- 2003:  Chicago Marathon - 2:24.53
- 2004: 4e Boston Marathon - 2:30.16
- 2004: 5e New York City Marathon - 2:26.51
- 2005:  marathon van Osaka - 2:22.56
- 2005:  New York City Marathon - 2:24.41
- 2006:  Boston Marathon - 2:23.48
- 2006:  New York City Marathon - 2:25.05
- 2007:  Boston Marathon - 2:29.58
- 2007:  New York City Marathon - 2:26.13
- 2008: 4e Boston Marathon - 2:28.12
- 2012: 10e marathon van Londen - 2:27.04
- 2013: 4e marathon van Nagoya - 2:25.46
- 2013:  New York City Marathon - 2:27.47
- 2014:  marathon van Nagoya - 2:24.07
- 2014: 4e New York City Marathon - 2:26.15
- 2015:  Marathon van Osaka - 2:24.07
- 2015: 8e New York City Marathon - 2:28.46
- 2016: 4e Boston Marathon - 2:32.28
- 2016: 12e OS - 2:29.32

- World Athletics: 14289965
- Nationale Bibliotheek van Letland: 000254224
- Virtual International Authority File: 1055151898606524190003